# فرن میراندا
فرن میراندا (انگلیسی: Fran Miranda؛ زادهٔ ۲۷ مارس ۱۹۸۸) بازیکن فوتبال اهل اسپانیا است.